# Kappel, Solothurn
Kappel är en ort och kommun i distriktet Olten i kantonen Solothurn, Schweiz. Kommunen har 3 511 invånare (2023).